# Pereskiopsis gatesii
Pereskiopsis gatesii ist eine Pflanzenart in der Gattung Pereskiopsis aus der Familie der Kakteengewächse (Cactaceae). Das Artepitheton gatesii ehrt den US-Amerikaner Howard Elliott Gates (1895–1957).

## Beschreibung
Pereskiopsis gatesii wächst strauchig mit etwas ausgespreizten, hellgrünen bis gräulichen, verholzten Trieben, die bei einem Durchmesser von bis zu 1,5 Zentimeter Längen von 2 bis 3 Meter erreichen. Die verkehrt eiförmige Blattspreite der sitzenden, grünen und kahlen Laubblätter ist an der Spitze zugespitzt. Sie ist bis zu 2,5 Zentimeter lang. Die kreisrunden, dunklen Areolen sind mit langen, dunkelbraunen Glochiden besetzt. Die grauen bis fast schwarzen Dornen sind gelegentlich mit einer papierartigen Bedeckung versehen und bis zu 2,5 Zentimeter lang.
Die hellgelben Blüten erreichen einen Durchmesser von 2 bis 3 Zentimeter. Die tiefroten Früchte sind bis zu 2 Zentimeter lang.

## Verbreitung und Systematik
Pereskiopsis gatesii ist im mexikanischen Bundesstaat Baja California Sur verbreitet.
Die Erstbeschreibung erfolgte 1932 durch Edgar Martin Baxter.

## Nachweise